# Place Sýntagma
Pour les articles homonymes, voir Syntagma.
La place Sýntagma (grec moderne : Πλατεία Συντάγματος / Platía Syntágmatos, en français : place de la Constitution) est une des places réputées au centre d’Athènes, en Grèce. Elle se situe face à l'actuel bâtiment du Parlement grec (anciennement place du Vieux Palais). La place est étroitement liée à l'histoire athénienne et grecque. En septembre 1843, elle est baptisée place du Palais. Elle prend son nom actuel après la révolution du 3 septembre 1843, révolte militaire qui force le roi Othon Ier à approuver la Constitution.
On y trouve la tombe du Soldat inconnu grec, sur laquelle figurent gravés de nombreux noms de batailles.
En mai 2011, la place est occupée pendant plus de 20 jours (elle l'était encore pendant la première quinzaine de juillet 2011) par des citoyens qui demandent « une réelle démocratie » et qui refusent l'austérité provoquée par la crise grecque. Le 5 juin 2011, on compte ainsi plus de 200 000 personnes manifestant sur la place.
Le 4 avril 2012, c'est sur cette place que se suicide publiquement Dimítris Christoúlas pour protester contre la crise en Grèce et la politique du gouvernement grec.

## Place

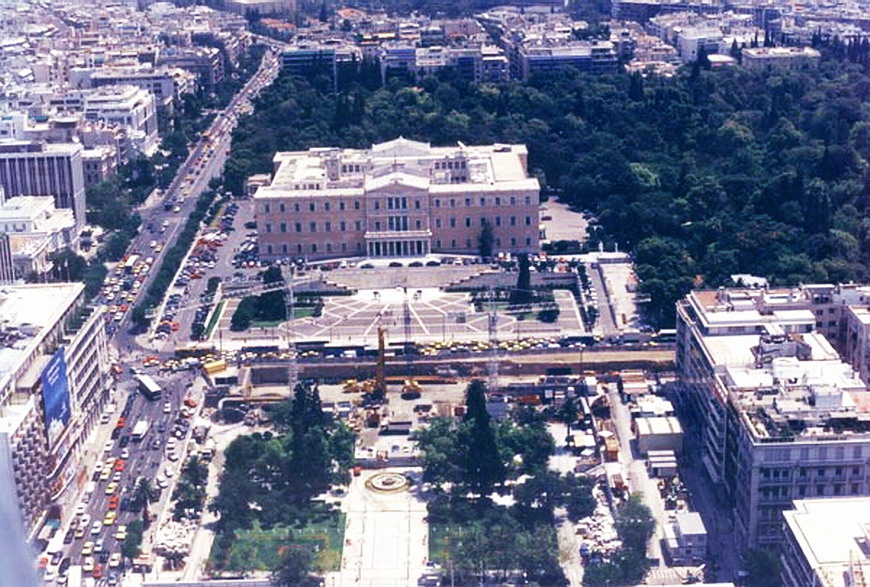
Vue d'ensemble de la place Sýntagma.

La place se compose de deux parties, ouest et est, séparées par l'avenue Vasilíssis Amalías :
- Le square ouest est bordé par la rue du Roi Georges au nord, la rue Otto au sud, l'avenue Filellínon à l'ouest et l'avenue Vasilíssis Amalías (du nom de la reine de Grèce, Amalia d'Oldenbourg) à l'est.
- Le square est, en contrebas du square ouest, est composé d'une esplanade conduisant à la Tombe du soldat inconnu, où se trouvent les soldats de la garde présidentielle, les Evzones. Le bâtiment qui surplombe cette partie est le Parlement grec. Cette place conduit également à un parking souterrain réservé aux véhicules parlementaires. Au nord de cette place et du palais parlementaire se trouve l'avenue de la reine Sofia (Vassilíssis Sofías). En contrebas de l'avenue se trouvent les escaliers de la station de métro de la place Sýntagma.

Les deux cafés présents sur la partie ouest de la place sont un lieu de rencontre pour les Athéniens mais aussi pour les touristes. La place est bordée de part et d'autre de deux zones herbeuses et d'arbres. Au centre se dresse une fontaine de marbre.
La place Sýntagma, en raison de sa proximité avec le Parlement grec, est l'endroit où commencent ou se terminent, de nombreuses marches de protestations. Le Parlement est bordé à l'est par le jardin national d’Athènes, qui est ouvert au public et qui s'étend au sud-ouest.
La numérotation des rues athéniennes se fait à partir de la place Sýntagma, avec les numéros pairs à droite. Les distances en Grèce prennent référence au centre de la place Sýntagma.

## Environs

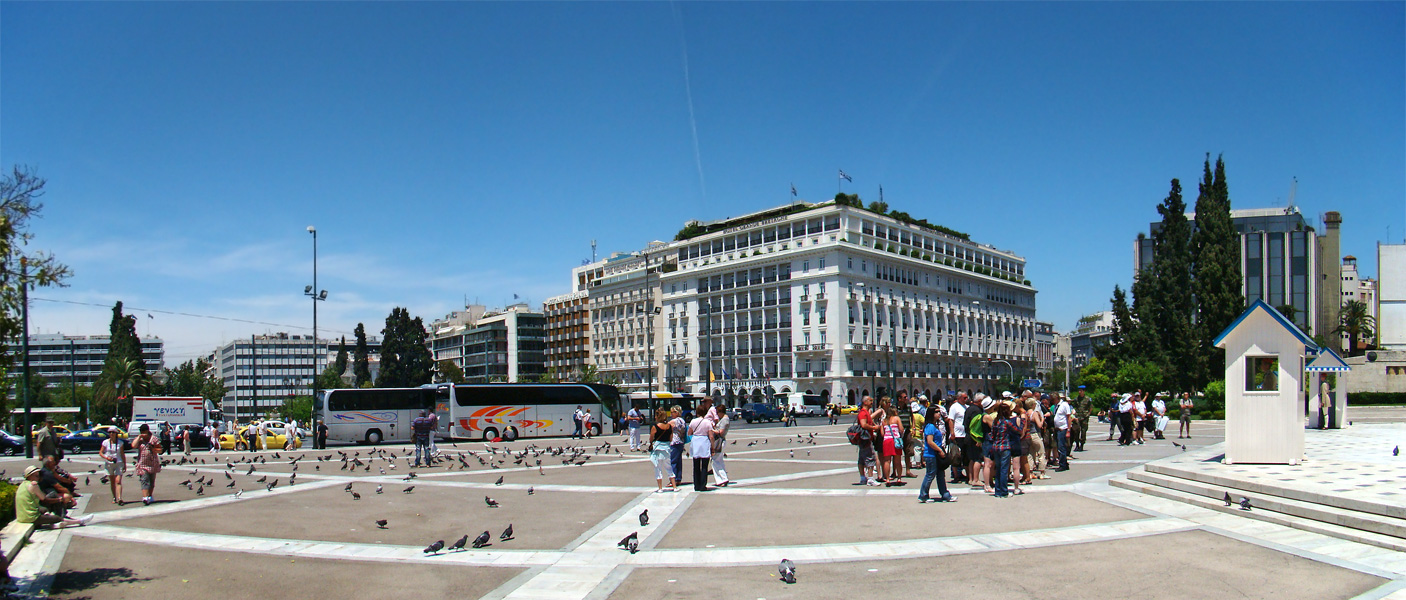
Place vue de l'angle sud.

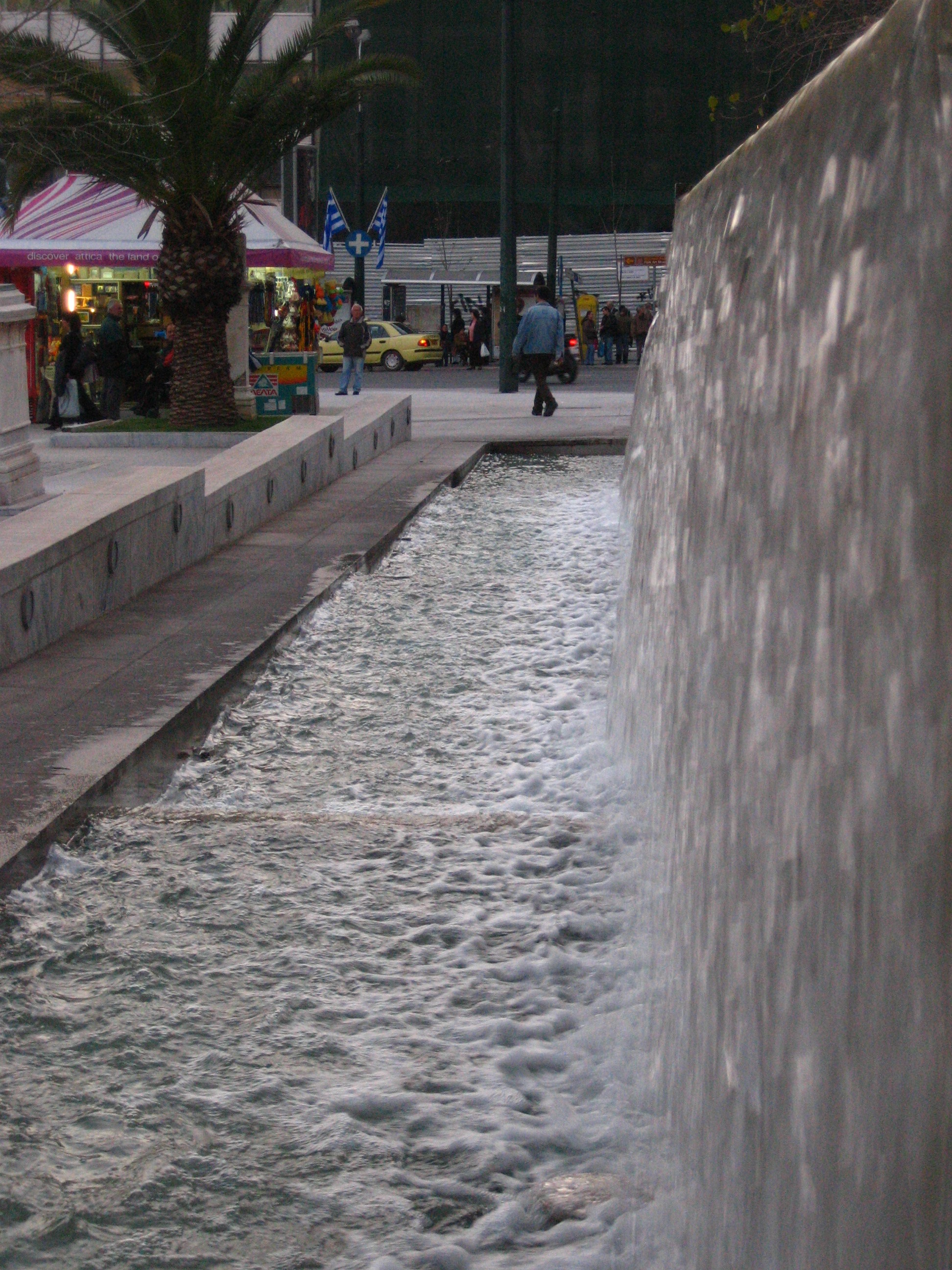
La fontaine de la place Sýntagma.

La place est très proche de la plupart des attractions du centre d'Athènes. Non loin de la place Sýntagma, se trouvent les quartiers de Pláka, Monastiráki, Kolonáki et Psyrí, mais aussi le mont Lycabette. Les sites archéologiques de l'Acropole, la Tour des Vents, appelée aussi horloge d'Andrónicos de l'Agora d'Athènes, la bibliothèque d'Hadrien se trouvent également dans les environs. La place est située à proximité de plusieurs ministères (ministère de l’Économie et des Affaires étrangères), du bâtiment de la Sécurité sociale et du musée Benaki, le musée d'art et d'histoire de la Grèce. En raison de sa position privilégiée, de nombreux hôtels se sont établis en bordure de la place, dont le plus célèbre est l'Hôtel Grande-Bretagne. Durant la guerre civile grecque (1946-1949) cet hôtel abritait l'administration militaire britannique sous l'autorité du général Ronald Scobie.

## Relève de la garde

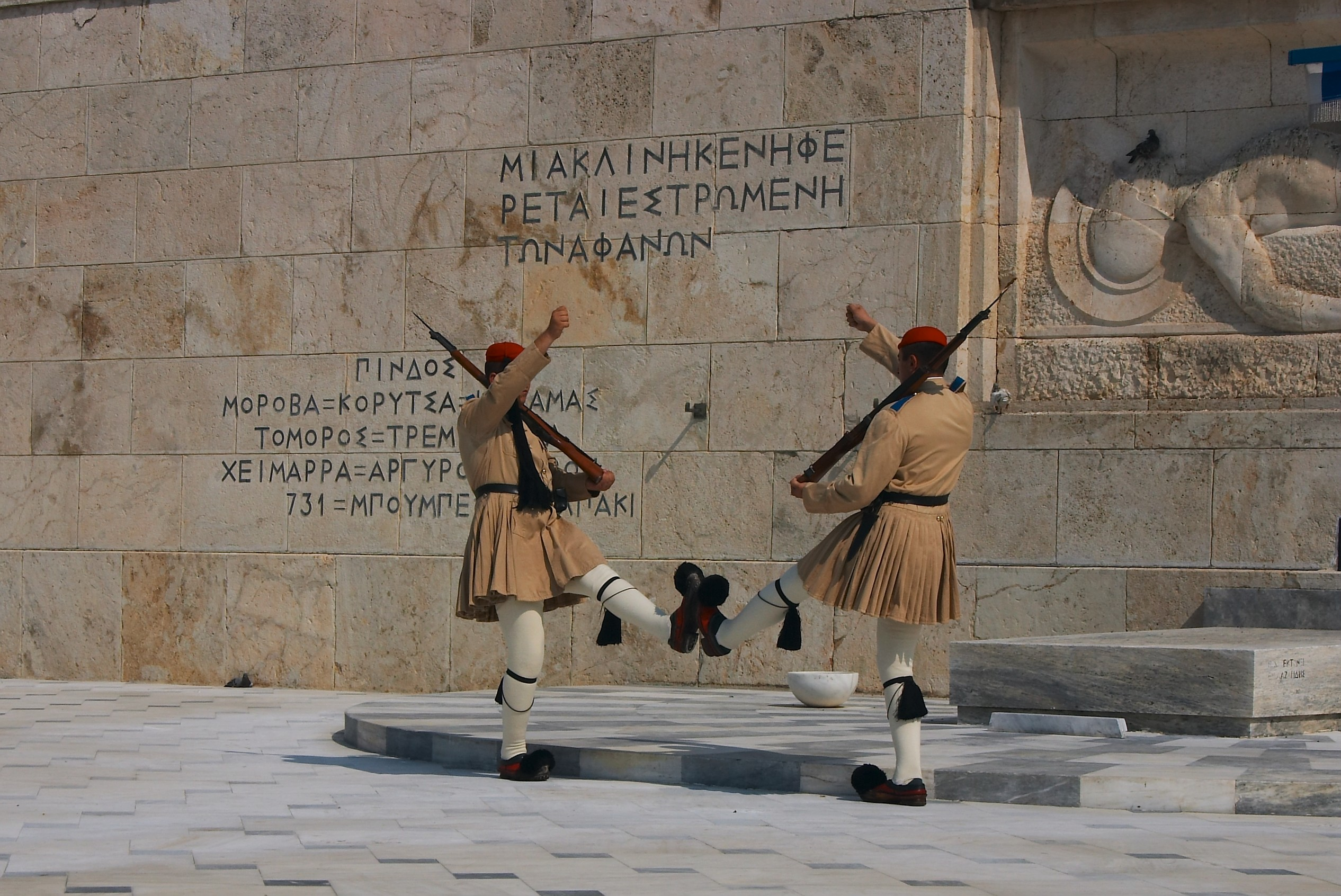
Evzones devant la tombe du soldat inconnu.

L'attraction de la place est la relève de la garde devant la Tombe du Soldat inconnu située devant le parlement. La tenue de ces militaires ainsi que le cérémonial de la relève en font un lieu typique et touristique de la Grèce. Le changement de la garde du monument par les evzones de la Garde présidentielle s'effectue toutes les heures avec une précision caractéristique et des mouvements synchronisés. Les jours fériés et les dimanches, le changement de la garde est fait par 12 Evzones à 11 heures.

## Transports

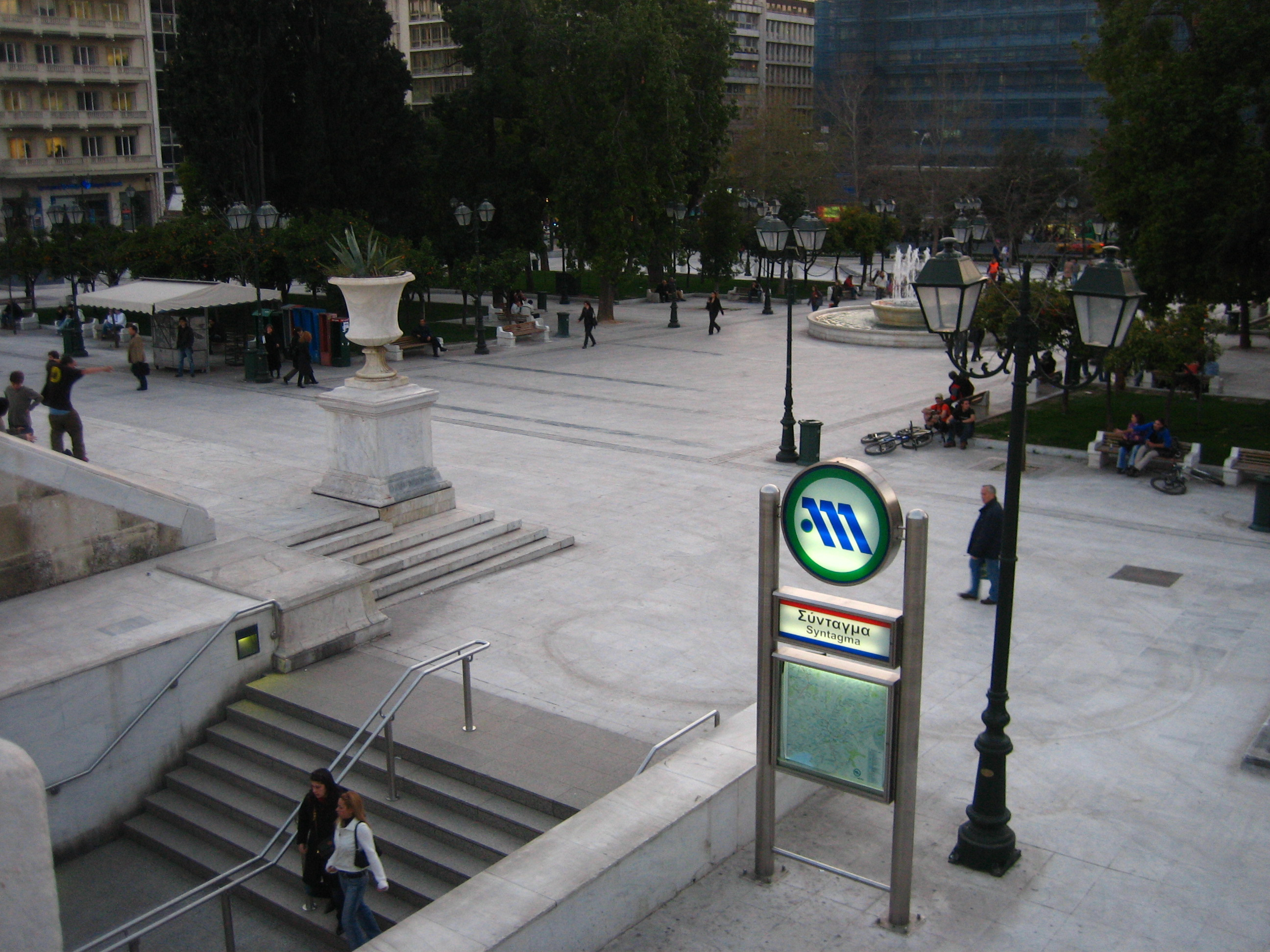
L'entrée de la station de métro de la Place Sýntagma

La place Sýntagma est une plaque tournante pour les transports de tout l'Attique. Le métro (station Sýntagma), le tram, le trolley et beaucoup de lignes de bus ont des stations sur la place. Une ligne de bus relie le centre d'Athènes avec l'aéroport international d'Athènes, sur le côté nord de la place. Le port du Pirée (pour se rendre sur les îles grecques) se trouve à 20 minutes, en métro, à partir de la place. Un terminus des trams menant à Phalère et à Voúla se trouve à proximité.

## Dans la fiction
Le tournage du film Jason Bourne en 2015 devait se dérouler à Athènes, mais à cause de la crise et des difficultés bureaucratiques qui en découlaient, le réalisateur s'est finalement orienté vers l'île de Ténérife. Dans le long-métrage, il est toutefois signifié que l'action se déroule place Sýntagma.